# 제해성
제해성은 대한민국의 교수, 건축가, 도시 디자인 전문가이다. 1953년 2월 28일 부산광역시에서 태어났다. 서울대학교 건축학과를 졸업한 후, 1979년에 대한민국 문교부가 주관한 국비유학생으로 선발되어 매사추세츠 공과대학교(MIT)에서 건축학 석사, 펜실베니아 대학교에서 박사 학위를 받았다.
30년 넘게 아주대학교 교수, 한국토지개발공사 연구위원, 아주대학교의 다양한 직위 등 학계와 정부에서 다양한 직책을 역임했다. 정부에서는 대통령 직속 제4대 국가건축정책위원회 위원장, 정부출연연구기관인 건축도시공간연구소 제3대 소장, 행정중심복합도시건설청 행복도시 총괄기획가 등을 역임했다. 제7회 건축의 날 대통령 표창, 2015 대한민국 건축대상 올해의 건축문화인상 등 다수의 수상 경력이 있다.
제해성은 연구와 출판을 통해 건축 분야에 적극적으로 공헌했다. 그는 건축 및 도시 디자인 분야에서 수많은 논문을 게재했으며 대한건축학회 부회장 및 한국도시설계학회 회장으로 학회에서 활발히 활동했다.
학술 및 정부 업무를 수행하면서 연구 및 출판을 통해 건축 분야에 기여했다. 초고층 주거가 거주자의 건강에 미치는 영향, 주택 전문가와 소비자를 대상으로 한 미래 주택 유형의 디자인 가이드라인, 삶의 질을 기반으로 한 주거품질 지수 등 다양한 주제에 대한 연구를 수행했다.
건축 및 도시 디자인에 대한 그의 전문 지식은 한국토지주택공사(LH)의 총괄건축가와 총괄계획가로서 활동하고 주목할 만한 수 많은 프로젝트들을 수행했다. 현재 LH 쿠웨이트 압둘라 신도시 총괄계획가, 충청남도 총괄건축가, 내포신도시 총괄기획가 등으로 활동하고 있다.
지속 가능한 설계개념 도입을 주장하여 이를 신도시 토지이용계획 뿐만 아니라 효율적인 건물설계에 적용하는데 노력했다. 에너지 소비와 탄소 배출을 줄이는 친환경 초고층 빌딩 건설과 고밀도, 초고층 주거 단지에 대한 작업을 통해 효율적인 토지이용과 친환경건축의 중요성을 강조해왔다.
행정중심복합도시건설청 행복도시 총괄기획가로서 효율적인 토지이용계획에 대한 풍부한 경험을 가지고 있다. 행복도시는 뉴어바니즘이라는 도시설계 개념에 입각하여 계획되었고 행정수도적 성격을 가진 대한민국의 중심 신도시이다. 따라서 이 프로젝트는 토지와 자원의 효율적인 사용을 통해 주민의 웰빙을 최우선으로 하고 보행, 자전거, 대중교통이용을 강조하여 지속 가능한 도시를 만드는 것을 목표로 했다.  한국토지주택공사(LH)의 용인 신갈 새천년 기념 공동주택단지 계획(2000)에서 우리나라 최초로 도입된 마스터 아키텍트 (Master Architect: MA) 제도에 참여하여 총괄 MA로 활동하였고 그 후 수많은 신도시와 주거단지 프로젝트에서 총괄계획가 또는 총괄건축가로서 컨설팅을 맡아 도시와 주거단지 설계의 수준 향상에 기여했다. 
국무총리실 산하 국책연구기관 건축도시공간연구소(현 건축공간연구원) 소장을 맡은 동안, 우리나라 공공건축의 수준을 높이기 위해 건축서비스산업진흥법을 제정하는 데 기여하고, 연구소 부설 국가공공건축지원센터를 법적으로 인정받았다. 또한 제4대 국가건축정책위원장으로서 중앙부처와 지방자치단체가 공공건축지원센터를 설립할 수 있도록 지원하여, 정부 기관이 건축기획 초기 단계부터 충분한 전문 자문을 받을 수 있도록 했습니다. 특히 소규모 공공건축물의 수준 향상을 중시하며, 공공분야에서의 수범적 역할을 강조하여 전국적인 건축물 품격 향상을 선도하고자 했다. 
전반적으로 제해성의 건축 및 도시디자인 연구와 작업은 한국의 도시건축 분야에 지속적인 영향을 미쳤다. 살기 좋고 지속 가능한 커뮤니티와 효율적인 토지이용계획 및 건물설계에 중점을 두어 주목할 만한 프로젝트와 학술 활동을 활발히 추진했고 건축 및 도시분야에서 사회적으로 크게 공헌했다.

## 경력
- 1976.09~1980.06 건축사무소 정림건축 건축설계실
- 1986.09~1992.12 한국토지개발공사 기술연구소 연구위원
- 1987.03~2018.02 아주대학교 건축학부 교수
- 1991.03~1993.05 아주대학교병원 건립추진본부 건축본부장
- 2001.01~2002.12 한국퍼실리티매니지먼트학회 회장 제2대
- 2001.09~2003.09 아주대학교 공과대학 학장
- 2003.07~2004.09 아주대학교 교무처 처장
- 2006.03~2008.02 대한건축학회 친환경건축위원회 위원장
- 2006.06~2009.02 행정중심복합도시건설추진위원회 위원
- 2007.02~2011.01 중앙도시계획위원회 위원
- 2007.03~2011.02 아주대학교 산업대학원 원장
- 2008.05~2010.04 대한건축학회 부회장
- 2008.05~2016.04 행정중심복합도시건설청 총괄기획가 제2기~제6기
- 2010.04~2012.03 한국도시설계학회 수석부회장
- 2011.04~2013.04 국가건축정책위원회 건축문화분과위원장
- 2012.04~2014.04 한국도시설계학회 회장 제6대
- 2012.06~2015.06 국토정책위원회 위원
- 2012.09~2015.09 건축도시공간연구소 소장 제3대
- 2016.02~2018.01 국가건축정책위원회 위원장 제4기
- 2018.03~현재    아주대학교 건축학과 명예교수
- 2019.07~현재    충청남도 총괄건축가 제2기~제3기

## 수상
- 1977:  제26회 대한민국미술전람회 문화공보부장관상
- 2011:  제7회 건축의 날 대통령 표창
- 2015:  한국건축문화대상 올해의 건축문화인상